# أرلوندو أليمان
خوسيه أرنولدو أليمان لاكايو (José Arnoldo Alemán Lacayo؛ ولد في 23 يناير 1946، في ماناغوا) كان رئيس نيكاراغوا من 1997 إلى 2002. عمل كمحام بين عامي 1968 و1979. تم اعتقاله بواسطة مجلس التعمير الوطني ساندينيستا، وأطلق سراحه بعد تسع أشهر. ساعد أليمان على إنعاش الحزب الليبرالي في نيكاراغوا، وغير اسمه إلى التحالف الليبرالي (يسمى الآن بالتحالف الليبرالي الدستوري). أصبح محافظاً لماناغوا في بداية العقد 1990. في عام 1996 أدار حملة للرئاسة معادية لحزب ساندينيستا. هزم دانييل أورتيغا، رئيس حزب ساندينيستا، بنسبة أصوات 48%، بينما حصل أورتيغا على 40%. وحكم من 10 يناير 1997 حتى 10 يناير 2002. خلفه نائبه الرئيس إنريكي بولانيوس. في 7 ديسمبر 2003 حكم عليه بالسجن لمدة 20 عاماً لعدة جرائم منها غسيل الأموال والاختلاس.

## روابط خارجية
- أرلوندو أليمان على موقع الموسوعة البريطانية (الإنجليزية)
- أرلوندو أليمان على موقع مونزينجر (الألمانية)